# 2-butino
Il 2-butino, chiamato anche dimetilacetilene e crotonilene, è una sostanza chimica organica facente parte degli alchini, avente formula bruta C4H6 e formula di struttura H3C-C≡C-CH3.
Come si vede da quest'ultima, il 2-butino è in particolare un alchino interno e lineare caratterizzato da un legame triplo al centro, il che lo rende più stabile del suo isomero 1-butino.
In condizioni standard il 2-butino si presenta come un liquido volatile, incolore e con un odore particolarmente pungente.
Assieme al 5-decino (dibutiletino), al 4-ottino (dipropiletino) e al 3-esino (dietiletino), il 2-butino forma un gruppo di alchini simmetrici.

## Sintesi
Il 2-butino è generalmente sintetizzato in due modi, ossia per riscaldamento di 1-butino (etilacetilene) in presenza di una base, quali ad esempio NaOH o KOH, o per riarrangiamento dello stesso in una soluzione di idrossido di potassio in etanolo (C2H6O). Sempre utilizzando una soluzione di KOH in etanolo, il 2-butino si può ottenere anche partendo da un 2,3-dialogenobutano come il 2,3-dibromobutano:

## Applicazioni
Il 2-butino è utilizzato, assieme al propino, per sintetizzare alchil-idrochinoni  nella sintesi totale della vitamina E.
Dalla carbonilazione del 2-butino in presenza di ferro pentacarbonile si può ottenere un complesso organoferroso del durochinone, il (η2,η2-C6(CH3)4O2)Fe(CO)3.